# 1915年香港潔淨局選舉
1915年香港潔淨局選舉在1月22日舉行，選出潔淨局的兩名非官守議員。

## 總覽
符合投票資格的只有當年的特別陪審團和普通陪審團成員，因職業而被豁免參與陪審團的納稅人，行政局和立法局非官守議員，以及有投票權的專業界別選民。
選舉在最高法院經歷司辦事處舉行，投票時間為下午4時至6時舉行。當年合資格投票的陪審員有1500名，可投票的豁免名單有300人。
三名候選人中，兩人都是資深非官守議員，分別為弗朗西斯·布默·里昂·鮑利和傑羅·荷·萊德·弗士威廉斯，另一名候選人為1914年補選中勝出的菲臘·華萊士·高德陵，填補了鮑利的空缺議席。
| 候選人                  | 提名人     | 和議人   |
| ----------------------- | ---------- | -------- |
| 弗朗西斯·布默·里昂·鮑利 | 大衛·蘭地  | 普樂     |
| 傑羅·荷·萊德·弗士威廉斯 | 普樂       | H·W·陸卡 |
| 菲臘·華萊士·高德陵      | E·J·傑利斯 | H·S·彼輝 |

弗士威廉斯和高德陵最終當選。是次選舉中，1,325名選民中有806人投票。
| 政党 | 政党   | 候选人                      | 票数 | %     | ± |
| ---- | ------ | --------------------------- | ---- | ----- | - |
|      | 无党籍 | 傑羅·荷·萊德·弗士威廉斯博士 | 363  | 45.04 |   |
|      | 无党籍 | 菲臘·華萊士·高德陵          | 223  | 27.67 |   |
|      | 无党籍 | 弗朗西斯·布默·里昂·鮑利     | 220  | 27.30 |   |